# Quatuor Béla
Pour les articles homonymes, voir Béla.
Le Quatuor Béla est un quatuor à cordes français créé en 2006 qui se consacre tout particulièrement à la musique contemporaine.

## Membres
Les membres du Quatuor Béla, issus du Conservatoire national supérieur de musique de Paris et du Conservatoire national supérieur de musique de Lyon, sont Frédéric Aurier et Julien Dieudegard (violons), Julian Boutin (alto), Luc Dedreuil (violoncelle).

## Activité musicale
Le Quatuor Béla joue les œuvres de George Crumb, György Ligeti, Giacinto Scelsi, John Cage, György Kurtag, Helmut Lachenmann, Kaija Saariaho, Béla Bartók, Steve Reich, Raphaël Cendo, Marco Stroppa, Henri Dutilleux… 
Il crée des pièces de Jean-Pierre Drouet, Garth Knox, François Sarhan, Karl Naegelen, Philippe Leroux, Frédéric Kahn, Alvaro Leòn Martinez, Frédéric Aurier, Daniel D'Adamo, Thierry Blondeau, Jérôme Combier. Il comporte en son sein un compositeur, Frédéric Aurier.
Il se plait aussi à cultiver les rencontres au long cours avec des artistes issus d'horizons parfois éloignés : le rockeur inclassable Albert Marcœur, le griot malien Moriba Koïta, le violoniste improvisateur Jean-François Vrod, la Compagnie de Théâtre d'Objets Les Rémouleurs, les musiciens palestiniens Ahmad Al Khatib et Youssef Hbeisch, le trio de jazz surpuissant Jean Louis…
Convaincu que l’expression savante contemporaine se doit de jouer un rôle primordial voire fédérateur auprès de toutes les musiques vivantes et neuves, il participe à des manifestations volontairement hybrides - dont il est parfois l'organisateur, avec des compagnons de route tels que Denis Charolles, Jean-François Vrod, Sylvain Lemêtre… où chacun tente d’entretenir avec le public une relation moderne sincère et sensible : Festival La Belle Ouïe, L'Atelier du Plateau, Festival Les Nuits d’été, La France qui se lève tôt, Carte Blanche au Quatuor Béla à Chambéry, Festival Musiques de rues, Africolor, Vracarme à Châteauroux, une journée à Noirlac…

## Discographie
- Benjamin Britten : 3 quatuors, Illuminations(CD : Palais des Dégustateurs)
- Albert Marcoeur : Si oui, oui. Sinon non. (CD: BÉLA LABEL - 2017)
- Ligeti : Métamorphoses Nocturnes (CD : AEON - 2013)  ffff Télérama[4], Luister 10 award, Gramophone Cristics’ Choice award, 5 Diapason, Coup de cœur de l'Académie Charles Cros.
- Thierry Blondeau/Daniel D'Adamo : Plier/Déplier (CD:  Cuicatl/ la Buissonne - 2013), Coup de cœur de l'Académie Charles Cros.
- Avec le duo Sabil : Jadayel (CD: Ta'mour, édité en 2012)
- Quatuor Béla et Jean-François Vrod : Retour sur le Coissard Balbutant (CD: Béla Label BL/01, édité en 2011)
- Albert Marcoeur : Travaux Pratiques (CD: Label Frères, édité en 2008)

## Distinctions
- 2015 : Grand Prix Antoine Livio de la Presse musicale internationale